# DREAMS COME TRUE THE BEST! 私のドリカム
『DREAMS COME TRUE THE BEST! 私のドリカム』（ドリームス カム トゥルー ザ ベスト! わたしのドリカム）は、2015年7月7日にUNIVERSAL SIGMAからリリースされた、DREAMS COME TRUEのベスト・アルバムである。

## 概要
本作は日本においてCDが多く発売される水曜日ではなく、火曜日に発売された。
前作『THE SOUL FOR THE PEOPLE 〜東日本大震災支援ベストアルバム〜』より、4年ぶりのベストアルバム。「史上最強の移動遊園地 DREAMS COME TRUE WONDERLAND 2015」の開催を記念して発売された。本作はボーカルの吉田美和の提案により、「LOVE」（ラブ）、「TEARS」（ティアーズ）、「LIFE」（ライフ）の3枚のディスクに分類された3枚組となっており、現在までに在籍した全てのレーベルを超えた初の「“完全”ベストアルバム」である。
全曲、ニューヨークのマスタリングスタジオ「STERING SOUND」のChris Gehringer（クリス・ゲリンジャー）によりリマスタリングされている。
「あの夏の花火 -SENKOU-HANABI VERSION-」は今作唯一の新録である。
また、前作まで発売されていた初回限定盤は設定されておらず、3枚組の通常盤のみの発売である。ただし、初回生産分のみ三方背スリーブケース仕様、また「史上最強の移動遊園地 DREAMS COME TRUE WONDERLAND 2015」のライヴチケット優先予約シリアルナンバーが封入された。
今作はタイトルが長すぎるため、通称；「わたドリ」と記している。
CDのジャケット写真は、メンバーの吉田美和と中村正人が浴衣姿、女子高生、サラリーマンなどいろんな人物に扮したイラストが描かれている。その中に元メンバーである西川隆宏のイラストも交ざっている。
「救命病棟24時｣の主題歌、挿入歌は｢いつのまに」以外すべて収録された。(いつのまには、｢DREAMS COME TRUE THE ウラBEST! 私だけのドリカム」に収録された。)

## チャート成績
2015年7月20日付のオリコンチャートで、初週34.4万枚を売り上げて、初登場1位を獲得した。アルバムの首位は2作連続、通算14作目となった。また、女性ボーカルグループによるアルバム主要3部門「首位獲得作品数」「総売上枚数」「ミリオン獲得作品数」で歴代1位記録を保持しているドリカムは、そのうち2部門を更新。首位獲得作品数を14に、総売上枚数を2889万枚に伸ばした。
7月27日付の同チャートでも、12.0万枚を売り上げて、2週連続となる1位を獲得した。自身が2週連続でアルバム首位を獲得したのは、1993年12月に発売された「MAGIC」（7週連続）以来21年半ぶりである。
8月3日付の同チャートでも、8.0万枚を売り上げて、3週連続1位を記録した。また、発売3週目で累計50万枚を突破した。
8月17日付の同チャートで、3.2万枚を売り上げて2週ぶりに首位に返り咲きとなった。アルバムの返り咲き1位は、Superflyの「Superfly BEST」が2013年10月21日付で達成して以来1年10ヶ月ぶりである。
8月24日付の同チャートで、3.3万枚を売り上げて、2週連続・通算5週目の1位を獲得した。同チャートのアルバム作品が通算5週以上の週間1位を獲得したのは、安室奈美恵『BEST FICTION』以来、6年11ヶ月ぶりである。
9月7日付の同チャートで、2.2万枚を売り上げて、2週ぶりに2度目の首位返り咲きとなる。通算6週以上の週間1位獲得は、安室奈美恵『BEST FICTION』以来、7年ぶりとなる。アルバムの2度目の返り咲き1位は、Def Techの『Def Tech』が2005年5月16日付で達成して以来10年3ヶ月ぶりである。また、累計売上が70.8万枚となり、発売8週目で70万枚を突破した。
12月28日で、累計出荷枚数が100万枚を突破した。
デジタル配信でも同時にリリースされたため、CDとデジタルを総合してミリオンセラーを達成した。アルバムのミリオンセラーは、「DREAMS COME TRUE GREATEST HITS "THE SOUL"」以来、15年ぶり。

## 収録曲

### Disc1:LOVE
1. うれしい！たのしい！大好き！ [4:07]
作詞・作曲：吉田美和、編曲：中村正人
  - 3rdシングルのカップリング曲。
  - グリコポッキーCMソング。映画「山田ババァに花束を」主題歌。映画「7月7日、晴れ」挿入歌。
  - シングルバージョンはアルバム初収録。
2. 決戦は金曜日 [4:43]
作詞：吉田美和　作曲・編曲：中村正人
  - 11thシングル。
  - フジテレビ系「うれしたのし大好き〜Friday Night Live〜」オープニングテーマ。
  - 公式アルバムでのシングルバージョンは初収録。
3. JET!!! －album version－ [4:56]
作詞：吉田美和　作曲・編曲：中村正人
  - 36thシングル。13thアルバム『THE LOVE ROCKS』に収録されたバージョン。
  - ロッテガーナミルクチョコレートCMソング。
4. 連れてって　連れてって [5:16]
作詞：吉田美和　作曲・編曲：中村正人
  - 43rdシングル。
  - ダンロップ新スタッドレス「DSX-2」CMソング。
5. 大阪LOVER [4:28]
作詞・作曲：吉田美和　編曲：中村正人
  - 38thシングル。
  - 毎日放送「ごぶごぶ」エンディングテーマ。ユニバーサル・スタジオ・ジャパン「ハリウッド・ドリーム・ザ・ライド」タイアップソング。
  - シングルバージョン
6. 愛がたどりつく場所 [4:36]
作詞：吉田美和　作曲：吉田美和・中村正人　編曲：中村正人
  - 49thシングルのカップリング曲。
  - ミスタードーナツ新ドーナツソング。
  - 「WE LOVE HOKKAIDO シリーズ 2015」テーマソング（※北海道日本ハムファイターズスペシャルコラボレーション）[12]。
  - シングルバージョンはアルバム初収録。
7. Ring! Ring! Ring! [4:31]
作詞・作曲：吉田美和　編曲：中村正人
  - 6thシングル。
  - 公式アルバムでのシングルバージョンは初収録。
8. Eyes to me [4:00]
作詞：吉田美和　作曲・編曲：中村正人
  - 9thシングルの1曲目。
  - FUJI FILM SUPER HG400 キャンペーン（CM）ソング。
9. 時間旅行 [4:21]
作詞：吉田美和　作曲：吉田美和・中村正人　作曲・編曲：中村正人
  - 3rdアルバム『WONDER 3』収録曲。
10. The signs of LOVE [3:30]
作詞：吉田美和　作曲・編曲：中村正人
  - 17thシングルのカップリング曲。
  - 従来この曲には「～ETERNITY “DELICIOUS” VERSION～」というサブタイトルが付くが、本作では記載されていない。
  - 映画 ｢7月7日、晴れ｣ 挿入歌
  - シングルバージョンはアルバム初収録。
11. 星空が映る海 [5:51]
作詞・作曲：吉田美和　編曲：中村正人
  - 2ndアルバム『LOVE GOES ON…』収録曲。
12. 未来予想図 －VERSION '07－ [5:28]
作詞・作曲：吉田美和　編曲：中村正人
  - 40thシングルのカップリング曲。「未来予想図」を2007年に再レコーディングしている。
  - 富士フイルムCMソング。
13. 未来予想図II －VERSION '07－ [7:26]
作詞・作曲：吉田美和　編曲：中村正人
  - 40thシングルのカップリング曲。「未来予想図II」を2007年に再レコーディングしている。
  - ソニー「ハンディカム」CMソング。
14. ア・イ・シ・テ・ルのサイン 〜わたしたちの未来予想図〜 [5:40]
作詞・作曲：吉田美和　編曲：中村正人
  - 40thシングル。
  - 映画「未来予想図 〜ア・イ・シ・テ・ルのサイン〜」主題歌。花王ソフィーナ「AUBE」CMソング。
15. WINTER SONG [4:47]
作詞：MIWA YOSHIDA・MIKE PELA　作曲：MIWA YOSHIDA・MASATO NAKAMURA　編曲：MASATO NAKAMURA
  - 14thシングル。
  - 映画「めぐり逢えたら」オープニングフィルム。
16. LOVE LOVE LOVE [3:24]
作詞：吉田美和　作曲・編曲：中村正人
  - 18thシングルの1曲目。
  - TBS系ドラマ「愛していると言ってくれ」主題歌。
  - シングルバージョン

### Disc2:TEARS
1. あの夏の花火 -SENKOU-HANABI VERSION- [5:57]
作詞：吉田美和　作曲：西川隆宏・中村正人　編曲：中村正人
  - 唯一の新録曲。原曲は5thアルバム『The Swinging Star』収録曲。
2. す　き [3:38]
作詞・作曲：吉田美和　編曲：中村正人
  - 16thシングルの1曲目。
3. 愛してる　愛してた [4:31]
作詞・作曲：吉田美和　編曲：中村正人
  - 6thアルバム『MAGIC』収録曲。
4. 三日月 [4:13]
作詞・作曲：吉田美和　編曲：中村正人
  - 23rdシングルのカップリング曲。
  - フジテレビ系ドラマ「救命病棟24時」（第1シリーズ）挿入歌。
  - シングルバージョンはアルバム初収録。
5. めまい [5:34]
作詞：吉田美和　作曲：吉田美和・中村正人　編曲：中村正人
  - 13thアルバム『THE LOVE ROCKS』収録曲。
  - テレビ朝日系ドラマ『愛と死をみつめて』主題歌
6. マスカラまつげ [4:19]
作詞：吉田美和　作曲：吉田美和・中村正人　編曲：中村正人
  - 32ndシングルの1曲目。
  - ニベア花王CMソング。
  - シングルバージョン
7. もしも雪なら [5:17]
作詞：吉田美和　作曲・編曲：中村正人
  - 37thシングルの1曲目。
8. やさしいキスをして [3:45]
作詞：吉田美和　作曲・編曲：中村正人
  - 31stシングル。
  - TBS系ドラマ「砂の器」主題歌。
9. 悲しいKiss [5:51]
作詞・作曲：吉田美和　編曲：中村正人
  - 1stアルバム『DREAMS COME TRUE』収録曲。
  - 映画「山田ババアに花束を」挿入歌。
10. 忘れないで [4:16]
作詞：吉田美和　作曲・編曲：中村正人
  - 10thシングル。
  - 公式アルバムでのシングルバージョンは初収録。
11. SNOW DANCE [4:29]
作詞：吉田美和　作曲・編曲：中村正人
  - 25thシングル。
  - DDIグループCMソング。
12. LAT.43°N 〜forty-three degrees north latitude〜 [6:02]
作詞・作曲：吉田美和　編曲：中村正人
  - 4thシングル。
13. SAYONARA [4:57]
作詞：吉田美和　作曲・編曲：中村正人
  - 12thシングルのカップリング曲。
  - シングルバージョンはアルバム初収録。
14. あなたに会いたくて [5:11]
作詞・作曲：吉田美和　編曲：中村正人
  - 1stシングル。
15. 琥珀の月 [4:08]
作詞：吉田美和　作曲・編曲：中村正人
  - 7thアルバム『DELICIOUS』収録曲。
16. 沈没船のモンキーガール [2:29]
作詞・作曲・編曲：吉田美和
  - 7thアルバム『DELICIOUS』収録曲。

### Disc3:LIFE
1. その先へ [4:43]
作詞：吉田美和　作曲：吉田美和・鎌田樹音・中村正人　編曲：中村正人　
  - 45thシングル。
  - フジテレビ系ドラマ「救命病棟24時」（第4シリーズ）主題歌。
2. 朝がまた来る [4:04]
作詞：吉田美和　作曲：吉田美和・中村正人　編曲：中村正人
  - 23rdシングル。
  - フジテレビ系ドラマ「救命病棟24時」（第1シリーズ）主題歌。
3. ねぇ [4:53]
作詞：吉田美和　作曲：吉田美和・中村正人　編曲：中村正人
  - 46thシングル。
  - 資生堂「TSUBAKI」夏のキャンペーンTVCMソング。映画「FLOWERS -フラワーズ-」主題歌。
4. AGAIN [4:48]
作詞：吉田美和　作曲：吉田美和・中村正人　編曲：中村正人　
  - 52ndシングル。
  - 日本テレビ系「NEWS ZERO」6代目テーマソング。
  - シングルバージョンはアルバム初収録。
5. 空を読む [3:21]
作詞：吉田美和　作曲：吉田美和・中村正人　編曲：中村正人
  - 35thシングルのカップリング曲。
  - 前奏部分をカットしたアルバムヴァージョンを収録
6. 何度でも [3:43]
作詞：吉田美和　作曲：吉田美和・中村正人　編曲：中村正人
  - 35thシングル。
  - フジテレビ系ドラマ「救命病棟24時」（第3シリーズ）主題歌。映画「Mayu-ココロの星-」主題歌。「住友生命」CMソング。
7. きみにしか聞こえない [4:00]
作詞：吉田美和　作曲：吉田美和・中村正人　編曲：中村正人
  - 39thシングル。
  - 映画「きみにしか聞こえない」主題歌。
8. さぁ鐘を鳴らせ [5:10]
作詞：吉田美和　作曲：吉田美和・中村正人　編曲：中村正人
  - 50thシングルの1曲目。
  - フジテレビ系ドラマ「救命病棟24時」（第5シリーズ）主題歌。
  - 2015北海道マラソンオフィシャルソング[13]。
9. TRUE, BABY TRUE. [5:12]
作詞：吉田美和　作曲・編曲：中村正人
  - 42ndシングルの2曲目。
  - アサヒビール&カゴメ共同開発商品「アサヒ ベジッシュ」CMソング。
10. 24/7 -TWENTY FOUR/SEVEN- [4:35]
作詞：吉田美和　作曲：中村正人・吉田美和　編曲：中村正人
  - 26thシングル。
  - TBS系「世界・ふしぎ発見!」エンディングテーマ。
11. サンキュ. [3:29]
作詞：吉田美和　作曲：吉田美和・中村正人　編曲：中村正人
  - 17thシングル。
  - 阪神・淡路大震災チャリティーソング。日本テレビ系「それって日テレ?」キャンペーンソング
  - 公式アルバムでのシングルバージョンは初収録。
12. 眼鏡越しの空 [3:57]
作詞・作曲：吉田美和　編曲：中村正人
  - 5thアルバム『The Swinging Star』収録曲。
13. 笑顔の行方 [3:57]
作詞：吉田美和　作曲・編曲：中村正人
  - 5thシングル。
  - TBS系ドラマ「卒業」主題歌。
  - 公式アルバムでのシングルバージョンは初収録。
14. HAPPY HAPPY BIRTHDAY [1:15]
作詞・作曲：吉田美和　編曲：中村正人
  - 6thアルバム『MAGIC』収録曲。
15. あなたにサラダ [3:51]
作詞：吉田美和　作曲・編曲：中村正人
  - 4thアルバム『MILLION KISSES』収録曲。
16. MERRY-LIFE-GOES-ROUND [4:03]
作詞・作曲：吉田美和　編曲：中村正人
  - 42ndシングルの1曲目。
  - 花王「AUBE」CMソング。
17. 晴れたらいいね [3:17]
作詞・作曲：吉田美和　編曲：中村正人
  - 12thシングル。
  - NHK・連続テレビ小説「ひらり」主題歌。
  - 公式アルバムでのシングルバージョンは初収録。
18. またね -ALBUM VERSION- [5:30]
作詞：吉田美和　作曲：吉田美和・中村正人　編曲：中村正人
  - 41stシングル。14thアルバム『AND I LOVE YOU』に収録されたバージョン。
  - 東映系配給映画「ONE PIECE エピソードオブチョッパープラス 冬に咲く、奇跡の桜」主題歌。

## 史上最強の移動遊園地 DREAMS COME TRUE WONDERLAND 2015
『史上最強の移動遊園地 DREAMS COME TRUE WONDERLAND 2015』（しじょうさいきょうのいどうゆうえんち ドリームズ・カム・トゥルー ワンダーランド 2015）は、DREAMS COME TRUEが2015年冬に行ったドームツアー。

### 概要
- 第7回目のドリカムワンダーランド。
- ベストアルバム「DREAMS COME TRUE THE BEST! 私のドリカム」を引っ提げて行われた。
- 全9公演のドームツアーに加え、全国のホール・アリーナ会場を回る全8公演「ドリカムの夕べ」を開催した。
- 1999年以来、16年ぶりに冬に開催されたワンダーランド。
- ステージはアリーナを取り囲む形の円形のセンターステージとなっており、センターステージからのびる3本の花道の先には可動式の外周ステージを設置。形状としては1999年のステージ「ドリーム・ソーサー」に似ている。

### スケジュール
| #              | 公演日 | 会場                                | 開場時間 | 開演時間 |
| -------------- | ------ | ----------------------------------- | -------- | -------- |
| 1              | 11/28  | 東京ドーム                          | 15:30    | 17:30    |
| 2              | 11/29  | 東京ドーム                          | 15:30    | 17:30    |
| 3              | 12/05  | 福岡ヤフオク！ドーム                | 14:00    | 16:00    |
| 4              | 12/06  | 福岡ヤフオク！ドーム                | 14:00    | 16:00    |
| 5              | 12/12  | 京セラドーム大阪                    | 14:00    | 16:00    |
| 6              | 12/13  | 京セラドーム大阪                    | 14:00    | 16:00    |
| 7              | 12/19  | ナゴヤドーム                        | 14:00    | 16:00    |
| 8              | 12/20  | ナゴヤドーム                        | 14:00    | 16:00    |
| 9              | 12/31  | 札幌ドーム                          | 19:00    | 21:00    |
| ドリカムの夕べ |        |                                     |          |          |
| 10             | 02/06  | 沖縄コンベンションセンター 展示棟   | 15:30    | 17:00    |
| 11             | 02/07  | 沖縄コンベンションセンター 展示棟   | 15:30    | 17:00    |
| 12             | 02/20  | 新青森県総合運動公園 マエダアリーナ | 15:00    | 16:00    |
| 13             | 02/21  | 新青森県総合運動公園 マエダアリーナ | 15:00    | 16:00    |
| 14             | 03/12  | 福島県文化センター                  | 16:00    | 17:00    |
| 15             | 03/13  | 福島県文化センター                  | 16:00    | 17:00    |
| 16             | 03/19  | 秋田県立体育館                      | 15:00    | 16:30    |
| 17             | 03/20  | 秋田県立体育館                      | 15:00    | 16:30    |

### セットリスト
| #  | タイトル                                              | リリース年 | 初収録シングル                                        | 初収録アルバム      |
| -- | ----------------------------------------------------- | ---------- | ----------------------------------------------------- | ------------------- |
| 1  | WINTER SONG                                           | 1994       | WINTER SONG                                           |                     |
| 2  | LAT.43°N 〜forty-three degrees north latitude〜       | 1989       | LAT.43°N 〜forty-three degrees north latitude〜       | LOVE GOES ON…       |
| 3  | SNOW DANCE                                            | 1999       | SNOW DANCE                                            | monkey girl odyssey |
| 4  | もしも雪なら                                          | 2006       | もしも雪なら／今日だけは                              | AND I LOVE YOU      |
| 5  | 愛がたどりつく場所                                    | 2012       | MY TIME TO SHINE                                      | ATTACK25            |
| 6  | LOVE LOVE LOVE                                        | 1995       | LOVE LOVE LOVE                                        | LOVE UNLIMITED∞     |
| 7  | 時間旅行                                              | 1990       |                                                       | WONDER 3            |
| 8  | Ring! Ring! Ring!                                     | 1990       | Ring! Ring! Ring!                                     | WONDER 3            |
| 9  | 星空が映る海                                          | 1989       |                                                       | LOVE GOES ON…       |
| 10 | SAYONARA                                              | 1992       | 晴れたらいいね                                        | The Swinging Star   |
| 11 | マスカラまつげ                                        | 2004       | マスカラまつげ/はじまりのla                           | DIAMOND15           |
| 12 | 琥珀の月                                              | 1995       |                                                       | DELICIOUS           |
| 13 | 悲しいKiss                                            | 1989       | DREAMS COME TRUE                                      |                     |
| 14 | やさしいキスをして                                    | 2004       | やさしいキスをして                                    | DIAMOND15           |
| 15 | 笑顔の行方                                            | 1990       | 笑顔の行方                                            | WONDER 3            |
| 16 | 晴れたらいいね                                        | 1992       | 晴れたらいいね                                        | The Swinging Star   |
| 17 | 眼鏡越しの空                                          | 1992       |                                                       | The Swinging Star   |
| 18 | 空を読む                                              | 2005       | 何度でも                                              | THE LOVE ROCKS      |
| 19 | きみにしか聞こえない                                  | 2007       | きみにしか聞こえない                                  | AND I LOVE YOU      |
| 20 | 朝がまた来る                                          | 1999       | 朝がまた来る                                          | the Monster         |
| 21 | ア・イ・シ・テ・ルのサイン 〜わたしたちの未来予想図〜 | 2007       | ア・イ・シ・テ・ルのサイン 〜わたしたちの未来予想図〜 | AND I LOVE YOU      |
| 22 | 未来予想図Ⅱ                                           | 1989       | 笑顔の行方                                            | LOVE GOES ON…       |
| 23 | サンキュ.                                             | 1995       | サンキュ.                                             | DELICIOUS           |
| 24 | さぁ鐘を鳴らせ                                        | 2013       | さぁ鐘を鳴らせ／MADE OF GOLD －featuring DABADA－     | ATTACK25            |
| 25 | その先へ                                              | 2009       | その先へ                                              | LOVE CENTRAL        |
| 26 | 決戦は金曜日                                          | 1992       | 決戦は金曜日／太陽が見てる                            | The Swinging Star   |
| 27 | 大阪LOVER                                             | 2007       | 大阪LOVER                                             | AND I LOVE YOU      |
| 28 | うれしい！たのしい！大好き！                          | 1989       | うれしはずかし朝帰り                                  | LOVE GOES ON…       |
| 29 | 何度でも                                              | 2005       | 何度でも                                              | THE LOVE ROCKS      |
| 30 | あの夏の花火                                          | 1992       |                                                       | The Swinging Star   |
| 31 | AGAIN                                                 | 2014       | AGAIN                                                 | ATTACK25            |
| 32 | またね                                                | 2007       | またね                                                | AND I LOVE YOU      |

### リクエスト結果
| #  | タイトル                                              | リリース年 | 初収録シングル                                        | 初収録アルバム      |
| -- | ----------------------------------------------------- | ---------- | ----------------------------------------------------- | ------------------- |
| 1  | 何度でも                                              | 2005       | 何度でも                                              | THE LOVE ROCKS      |
| 2  | うれしい！たのしい！大好き！                          | 1989       | うれしはずかし朝帰り                                  | LOVE GOES ON…       |
| 3  | 大阪LOVER                                             | 2007       | 大阪LOVER                                             | AND I LOVE YOU      |
| 4  | 未来予想図Ⅱ                                           | 1989       | 笑顔の行方                                            | WONDER 3            |
| 5  | やさしいキスをして                                    | 2004       | やさしいキスをして                                    | DIAMOND15           |
| 6  | 決戦は金曜日                                          | 1992       | 決戦は金曜日                                          | The Swinging Star'  |
| 7  | サンキュ.                                             | 1995       | サンキュ.                                             | DELICIOUS           |
| 8  | LOVE LOVE LOVE                                        | 1995       | LOVE LOVE LOVE                                        | LOVE UNLIMITED∞     |
| 9  | AGAIN                                                 | 2014       | AGAIN                                                 | ATTACK25            |
| 10 | さぁ鐘を鳴らせ                                        | 2013       | さぁ鐘を鳴らせ／MADE OF GOLD －featuring DABADA－     | ATTACK25            |
| 11 | 朝がまた来る                                          | 1999       | 朝がまた来る                                          | the Monster         |
| 12 | 眼鏡越しの空                                          | 1992       |                                                       | The Swinging Star   |
| 13 | LAT.43°N 〜forty-three degrees north latitude〜       | 1989       | LAT.43°N 〜forty-three degrees north latitude〜       | LOVE GOES ON…       |
| 14 | 空を読む                                              | 2005       | 何度でも                                              | THE LOVE ROCKS      |
| 15 | 時間旅行                                              | 1990       |                                                       | WONDER 3            |
| 16 | WINTER SONG                                           | 1994       | WINTER SONG                                           |                     |
| 17 | 愛がたどりつく場所                                    | 2012       | MY TIME TO SHINE'                                     | ATTACK25            |
| 18 | あの夏の花火                                          | 1992       |                                                       | The Swinging Star   |
| 19 | ア・イ・シ・テ・ルのサイン 〜わたしたちの未来予想図〜 | 2007       | ア・イ・シ・テ・ルのサイン 〜わたしたちの未来予想図〜 | AND I LOVE YOU      |
| 20 | その先へ                                              | 2009       | その先へ                                              | LOVE CENTRAL        |
| 21 | 星空が映る海                                          | 1989       |                                                       | LOVE GOES ON…       |
| 22 | 悲しいKiss                                            | 1989       | DREAMS COME TRUE                                      |                     |
| 23 | Ring! Ring! Ring!                                     | 1990       | Ring! Ring! Ring!                                     | WONDER 3            |
| 24 | 未来予想図                                            | 1991       |                                                       | MILLION KISSES      |
| 25 | SNOW DANCE                                            | 1999       | SNOW DANCE                                            | monkey girl odyssey |
| 26 | The signs of LOVE                                     | 1995       | サンキュ.                                             | DELICIOUS           |
| 27 | 晴れたらいいね                                        | 1992       | 晴れたらいいね                                        | The Swinging Star   |
| 28 | またね                                                | 2008       | またね                                                | AND I LOVE YOU      |
| 29 | 雪のクリスマス                                        | 1990       | 雪のクリスマス                                        |                     |
| 30 | 笑顔の行方                                            | 1990       | 笑顔の行方                                            | WONDER 3            |